# Resolutie 1938 Veiligheidsraad Verenigde Naties
Resolutie 1938 van de Veiligheidsraad van de Verenigde Naties werd op 15 september 2010 unaniem door de VN-Veiligheidsraad aangenomen. De resolutie verlengde de VN-missie in Liberia met één jaar.

## Achtergrond
Na de hoogtijdagen onder het decennialange bestuur van William Tubman, die in 1971 overleed, greep Samuel Doe de macht. Diens dictatoriale regime ontwrichtte de economie en er ontstonden rebellengroepen tegen zijn bewind, waaronder die van de latere president Charles Taylor. In 1989 leidde de situatie tot een burgeroorlog waarin de president vermoord werd. De oorlog bleef nog doorgaan tot 1996. Bij de verkiezingen in 1997 werd Charles Taylor verkozen en in 1999 ontstond opnieuw een burgeroorlog toen hem vijandige rebellengroepen delen van het land overnamen. Pas in 2003 kwam er een staakt-het-vuren en werden VN-troepen gestuurd. Taylor ging in ballingschap en de regering van zijn opvolger werd al snel vervangen door een overgangsregering. In 2005 volgden opnieuw verkiezingen, waarna Ellen Johnson-Sirleaf de nieuwe president werd.

## Inhoud

### Waarnemingen
Men was tevreden over Liberia's inspanningen tot nationale verzoening, economisch herstel, de strijd tegen corruptie en goed bestuur. Vooral de inspanningen om de overheidscontrole op de natuurlijke rijkdommen te versterken en tot landhervormingen vielen in goede aarde.
Om Liberia permanent te stabiliseren waren goed werkende overheidsinstellingen, waaronder de veiligheidsdiensten, nodig. De vooruitgang van deze veiligheidsdiensten waren een belangrijke factor voor de terugtrekking van de UNMIL-vredesmacht uit het land. Hier was echter nog veel werk voor de boeg, onder meer door problemen met de gewelddadige misdaad. Ook bleven drugshandel, georganiseerde misdaad en illegaal wapenbezit de veiligheid in de subregio ondermijnen.
Intussen had UNMIL het derde statium van haar terugtrekking voltooid en was de overdracht van bevoegdheden aan de nationale autoriteiten begonnen.
Men was bezorgd bij de vertragingen in de voorbereiding van de verkiezingen voor oktober 2011.

### Handelingen
De Veiligheidsraad besloot UNMIL's mandaat te verlengen tot 30 september 2011.
Op vraag van Liberia werd UNMIL ook gemachtigd om te helpen met de voorbereiding van de verkiezingen in 2011.
De secretaris-generaal werd gevraagd te blijven toezien op vooral de voorbereiding van de verkiezingen en de versterking van de nationale politie. Ook moest hij ervoor zorgen dat UNMIL's politiecomponent de nodige expertise had. Liberia werd opgeroepen om zijn inspanningen om samen met UNMIL en andere partners de nationale veiligheid en justitie uit te bouwen verder te vergroten.

## Verwante resoluties
- Resolutie 1885 Veiligheidsraad Verenigde Naties (2009)
- Resolutie 1903 Veiligheidsraad Verenigde Naties (2009)
- Resolutie 1961 Veiligheidsraad Verenigde Naties
- Resolutie 2008 Veiligheidsraad Verenigde Naties (2011)

Lijst ·  1908 ·  1909 ·  1910 ·  1911 ·  1912 ·  1913 ·  1914 ·  1915 ·  1916 ·  1917 ·  1918 ·  1919 ·  1920 ·  1921 ·  1922 ·  1923 ·  1924 ·  1925 ·  1926 ·  1927 ·  1928 ·  1929 ·  1930 ·  1931 ·  1932 ·  1933 ·  1934 ·  1935 ·  1936 ·  1937 ·  1938 ·  1939 ·  1940 ·  1941 ·  1942 ·  1943 ·  1944 ·  1945 ·  1946 ·  1947 ·  1948 ·  1949 ·  1950 ·  1951 ·  1952 ·  1953 ·  1954 ·  1955 ·  1956 ·  1957 ·  1958 ·  1959 ·  1960 ·  1961 ·  1962 ·  1963 ·  1964 ·  1965 ·  1966